# Johan Kriek
Johan Kriek, južnoafriško-ameriški tenisač, * 5. april 1958, Pongola, JAR.
Johan Kriek je nekdanja številka sedem na moški teniški lestvici in zmagovalec dveh posamičnih turnirjev za Grand Slam. Uspeh kariere je dosegel z zmagama na turnirjih za Odprto prvenstvo Avstralije v letih 1981 in 1982, obakrat je v finalu premagal Steva Dentona. Na turnirjih za Odprto prvenstvo ZDA se je najdlje uvrstil v polfinale leta 1980, kot tudi na turnirjih za Odprto prvenstvo Francije leta 1986, na turnirjih za Odprto prvenstvo Anglije pa v četrtfinale v letih 1981 in 1982. Najvišjo uvrstitev na moški teniški lestvici je dosegel 10. septembra 1984, ko je zasedal sedmo mesto.

## Posamični finali Grand Slamov (2)

### Zmage (2)
| Leto | Turnir                          | Nasprotnik v finalu | Rezultat finala    |
| 1981 | Odprto prvenstvo Avstralije     | Steve Denton        | 6–2, 7–6, 6–7, 6–4 |
| 1982 | Odprto prvenstvo Avstralije (2) | Steve Denton        | 6–3, 6–3, 6–2      |